# Plácito de Márturi
O Plácito de Márturi foi um julgamento que teve lugar no mosteiro-castelo de Marturi (atual Poggibonsi, na província de Siena) no ano de 1076. A importância deste evento para a história do direito europeu reside no fato de, nesta circunstância, um fragmento do Digesto ter sido expressamente mencionado como razão de decisão judicial. Isso interrompe um período de quase cinco séculos durante os quais não há notícias de conhecimento do Digesto e sugere que o renascimento do direito romano deita raízes já nos últimos decênios do século XI. O documento menciona que um dos juízes que participaram do julgamento foi Pepão de Bolonha, legis doctor.

## História
Em março de 1076, o mosteiro de S. Michele reivindicou a propriedade de alguns bens que lhe haviam sido doados - na realidade, concedidos -  oitenta anos antes pelo marquês Hugo da Toscana, falecido em 1001. No entanto, esses bens encontravam nas mãos de terceiros por responsabilidade do Marquês Bonifácio que, entre 1002 e 1012, esbulhara diversas igrejas e mosteiros da região. O Mosteiro de S. Michelle havia requerido a restituição dos bens, mas os juízes então encarregados - e provavelmente corrompidos pela outra parte - não deram prosseguimento à ação. Neste ínterim, transcorreram mais de 40 anos do ato ilícito, tempo suficiente para fazer prescrever a ação reivindicatória e fazer com que o possuidor ficasse imune a reivindicações. No entanto, este argumento não foi aceito, pois as testemunhas garantiram que os bens já tinham sido reivindicados anteriormente, o que tinha por efeito interromper o prazo de prescrição. A menção expressa ao Digesto, porém, é outra, ligada a uma regra (D.4.6.26.4) mais refinada e complexa. O argumento que deu vitória ao mosteiro saiu de um fragmento do Digesto que concedida a restitutio in integrum àqueles que, tendo buscado a justiça, foram impedidos de obtê-la pela falta de juízes. Era exatamente a situação do mosteiro, que, tendo tentado resolver a questão anteriormente, não lograra sucesso . Segundo o texto original,
| Original latino | Tradução |
| --- | --- |
| His peractis, supradictus Nordillus, predicte domine Beatricis missus, lege Digestorum libris inserta considerata, per quam copiam magistratus non habentibus restitutionem in integrum pretor pollicetur, restituit in integrum ecclesiam et monasterium sancti Michaelis de aczione omnique iure, quod amiserat de terris et rebus illis, que fuerunt Vuinizonis de Papaiano, quas ipse Ugoni marchioni tribuit et Ugo marchio in ecclesiam sancti Michaelis contulit. | Expostas as provas, o dito Nordilo, enviado pela dita Senhora Beatriz, e considerada com atenção a norma contida nos livros do Digesto, segundo a qual o pretor concedia a restitutio in integrum em favor daqueles que não haviam podido fazer valer seus direitos por falta de juízes, concede a restitutio in integrum em favor do mosteiro de S. Michelle e da Igreja, atribuindo-lhe todo direito e ação que havia perdido sobre as terras e sobe as coisas que haviam sido de Vuinizão de Papaiano, que as deixara para o marquês Hugo e que o marquês Hugo transferira à Igreja de S. Michelle. |

## Legado
O Plácito de Márturi é usualmente citado como a primeira prova de que o Digesto voltara a ser conhecido. Na verdade, a menção ao Digesto neste plácito se insere em um quadro maior, ligado ao renascimento do estudo do direito romano nos últimos anos do século XI. O advogado do mosteiro, Pepão de Bolonha, parece ser a primeira pessoa que comprovadamente teve conhecimento dos textos originais do Digesto, ainda que, diferentemente de Irnério, não os tenha, segundo se sabe, estudado metodicamente em ambiente universitário. Esse Pepo legis doctor, mencionado no documento, é costumeiramente identificado com o Pepão conhecedor do direito romano de que falam Odofredo, Rodolfo e a Crônica de Ursperg. Nas décadas seguintes, o estudo do direito romano passaria a ser feito metodicamente na Universidade de Bolonha, gerando a primeira geração de juristas do direito comum, os glosadores. 